# Правительство Драги
Правительство Драги (итал. Governo Draghi) — 67-е правительство Итальянской Республики, действовавшее с 13 февраля 2021 по 22 октября 2022 года под председательством Марио Драги.

## Общие сведения
Третье правительство, сформированное парламентом XVIII созыва, сменило второе правительство Конте, ушедшее в отставку 26 января 2021 года из-за развала правящей коалиции.

## Формирование
26 января 2021 года премьер-министр Джузеппе Конте подал в отставку после выхода из правительственной коалиции партии Италия Вива, но при этом парламентские фракции Демократической партии, Движения пяти звёзд и «Свободные и равные» выражали готовность поддержать формирование третьего правительства Конте.
3 февраля 2021 года по завершении межпартийных консультаций президент Италии Серджо Маттарелла поручил формирование нового правительства Марио Драги.
12 февраля Драги представил главе государства список кабинета в составе 23 министров, в том числе 8 беспартийных технократов и 15 представителей политических партий, составивших широкую коалицию с участием как левых, так и правых политических сил.
13 февраля министры правительства принесли присягу. Ввиду эпидемии COVID-19 церемония оказалась одной из самых коротких в истории Италии, была организована без традиционных рукопожатий, а для совместного фото члены кабинета выстроились с соблюдением необходимой социальной дистанции.
17 февраля 2021 года правительство получило вотум доверия в Сенате — 262 голоса «за», 40 — «против», двое воздержались. В оппозиции к новому кабинету оказались все 19 сенаторов от правой партии «Братья Италии», а также 15 «диссидентов» из Движения пяти звёзд (ещё 8 сенаторов от Д5З отсутствовали на заседании и не участвовали в голосовании).
18 февраля кабинет уверенно получил вотум доверия в Палате депутатов (535 голосов «за», 56 — «против», пять депутатов воздержались), показав четвёртый результат по уровню поддержки в истории (рекорд поставило правительство Монти в 2011 году — 565 голосов). Отказали Драги в доверии 31 депутат «Братьев Италии» и 16 мятежных депутатов Движения пяти звёзд (ещё 14 депутатов Д5З не участвовали в голосовании). Единственный член Лиги Севера, проголосовавший против правительства — Джанлука Винчи — в знак протеста перешёл во фракцию «Братьев Италии». В этот же день стало известно об исключении из фракции Д5З 15 сенаторов, выступивших накануне против политики Движения своим голосованием против правительства в Сенате.
24 февраля назначены 39 младших статс-секретарей (19 женщин и 20 мужчин), но выбор куратора проблем спорта отложен на более поздний срок. Максимальное представительство получило Д5З — 11 человек, у Лиги Севера — 9, у ДП и ВИ — по 6.
12 марта олимпийская чемпионка рапиристка Валентина Веццали назначена младшим статс-секретарём по делам спорта в аппарате правительства.

## Изменения в составе
26 августа 2021 года ушёл в отставку младший статс-секретарь Министерства экономики, представитель Лиги Клаудио Дуригон (4 августа он предложил увековечить память Арнальдо Муссолини, брата Бенито Муссолини, переименовав в его честь парк имени судей Фальконе и Борселлино в Латине, чем спровоцировал шумный скандал).

## Список

### Аппарат правительства
| Ведомство                | Имя                                                     | Младшие статс-секретари |
| ------------------------ | ------------------------------------------------------- | --- |
| Аппарат Совета министров | Председатель Совета министров Марио Драги (Независимый) | Роберто Гарофоли (независимый) — секретарь аппарата правительства Винченцо Амендола (ДП) — европейские дела Джузеппе Молес (ВИ) — информационная и издательская политика Бруно Табаччи (ДЦ) — экономическое планирование и координация Франко Габриелли (независимый) — безопасность Республики Валентина Веццали (независимая) — спорт |

### Министры
| Ведомство                                                              | Имя                                | Заместители министра                                  | Младшие статс-секретари                                                                 |
| ---------------------------------------------------------------------- | ---------------------------------- | ----------------------------------------------------- | --------------------------------------------------------------------------------------- |
| Министерство внутренних дел                                            | Лучана Ламорджезе (Независимая)    |                                                       | Никола Мольтени (ЛСП) Иван Скальфаротто (ИВ) Карло Зибилья (Д5З)                        |
| Министерство иностранных дел и международного сотрудничества           | Луиджи Ди Майо (Д5З)               | Марина Зерени (ДП)                                    | Манлио Ди Стефано (Д5З) Бенедетто Делла Ведова (БЕ)                                     |
| Министерство обороны                                                   | Лоренцо Гуэрини (ДП)               |                                                       | Джорджо Муле (ВИ) Стефания Пуччарелли (ЛСП)                                             |
| Министерство юстиции                                                   | Марта Картабья (независимая)       |                                                       | Манна Мачина (Д5З) Франческо Паоло Систо (ВИ)                                           |
| Министерство экономического развития                                   | Джанкарло Джорджетти (ЛСП)         | Джильберто Пикетто-Фратин (ВИ) Алессандра Тодде (Д5З) | Анна Аскани (ДП)                                                                        |
| Министерство труда и социальной политики                               | Андреа Орландо (ДП)                |                                                       | Росселла Аккото (Д5З) Тициана Низини (ЛСП)                                              |
| Министерство экономики и финансов                                      | Даниеле Франко (независимый)       | Лаура Кастелли (Д5З)                                  | Клаудио Дуригон (ЛСП) — до 26.08.2021 Мария Чечилия Гуэрра (ПС) Алессандра Сарторе (ДП) |
| Министерство устойчивой инфраструктуры и мобильности                   | Энрико Джованнини (независимый)    | Тереза Белланова (ИВ) Алессандро Морелли (ЛСП)        | Джанкарло Канчеллери (Д5З)                                                              |
| Министерство сельскохозяйственной, продовольственной и лесной политики | Стефано Патуанелли (Д5З)           |                                                       | Франческо Баттистони (ВИ) Джан Марко Чентинайо (ЛСП)                                    |
| Министерство просвещения                                               | Патрицио Бьянки (независимый)      |                                                       | Барбара Флоридиа (Д5З) Россано Сассо (ЛСП)                                              |
| Министерство университетов и научных исследований                      | Мария Кристина Месса (независимая) |                                                       |                                                                                         |
| Министерство комплексных экологических преобразований                  | Роберто Чинголани (Независимый)    |                                                       | Илария Фонтана (Д5З) Ванния Гава (ЛСП)                                                  |
| Министерство культуры                                                  | Дарио Франческини (ДП)             |                                                       | Лучия Боргонцони (ЛСП)                                                                  |
| Министерство здравоохранения                                           | Роберто Сперанца (ПС)              |                                                       | Пьерпаоло Зилери (Д5З) Андреа Коста (МИ)                                                |
| Министерство туризма                                                   | Массимо Гаравалья (ЛСП)            |                                                       |                                                                                         |

### Министры без портфеля
| Ведомство                                | Имя                          | Младшие статс-секретари                     |
| ---------------------------------------- | ---------------------------- | ------------------------------------------- |
| Связи с парламентом                      | Федерико Д’Инка (Д5З)        | Дебора Бергамини (ВИ) Симона Мальпецци (ДП) |
| Технологические инновации и цифровизация | Витторио Колао (независимый) | Ассунтела Мессина (ДП)                      |
| Государственная служба                   | Ренато Брунетта (ВИ)         |                                             |
| Дела регионов и автономий                | Мариастелла Джельмини (ВИ)   |                                             |
| Юг и развитие регионов                   | Мара Карфанья (ВИ)           | Далила Неши (Д5З)                           |
| Молодёжная политика                      | Фабиана Дадоне (Д5З)         |                                             |
| Равные возможности и семейная политика   | Элена Бонетти (ИВ)           |                                             |
| Лица с ограниченными возможностями       | Эрика Стефани (ЛСП)          |                                             |

## История
26 февраля 2021 года правительство одобрило реорганизацию системы министерств, в рамках которой на базе Министерства окружающей среды и защиты земель и моря создано Министерство комплексных экологических преобразований (Ministero dello transizione ecologica), которому из ведения Министерства экономического развития переданы вопросы энергетики; Министерство инфраструктуры и транспорта реорганизовано в Министерство устойчивой инфраструктуры и мобильности (Ministero delle infrastrutture e della mobilità sostenibili); Министерство культурного наследия и культурной деятельности переименовано в Министерство культуры. Впервые создано Министерство туризма (Ministero del turismo).
12 марта принято новое постановление правительства о санитарных мерах противодействия коронавирусной эпидемии, согласно которому с 15 марта половина регионов страны относится к «красной» зоне эпидемической опасности, а остальные — к «оранжевой». В оранжевой зоне визиты к родственникам и друзьям разрешены только в пределах населённого пункта, один раз в день с 5:00 до 22:00, занятия спортом — только на открытом воздухе с сохранением социальной дистанции не менее двух метров. На празднование Пасхи с 3 по 5 апреля вся Италия объявляется «красной» зоной, но один раз в день разрешены поездки в пределах своего региона с 5:00 до 22:00 в один дом родственников или знакомых.
31 марта новым постановлением правительства, вступающим в силу 7 апреля и действующим до конца месяца, отменено понятие эпидемически безопасных «жёлтых» зон и предусмотрено сохранение действующих мер предосторожности.
24 ноября 2021 года постановлением правительства на период с 6 декабря 2021 до 15 января 2022 года с возможностью продления введены усиленные санитарные нормы. Предъявление цифровых сертификатов вакцинации или выздоровления после COVID-19 требуется для допуска в гостиницы, спортивные комплексы, региональный железнодорожный транспорт и в местный общественный транспорт. Посещение театральных представлений, спортивных соревнований, празднований и общественных мероприятий возможно только в «белых» и «жёлтых» санитарных зонах для обладателей сертификатов. С 15 декабря требуется обязательная вакцинация для администрации учреждений здравоохранения, преподавателей и школьной администрации, для военных, полицейских и других государственных служб. Для работников системы здравоохранения обязательна третья доза вакцины; срок действия сертификата вакцинации сокращается с 12 месяцев до 9. Остаются неизменными прежние санитарные требования: медицинские маски не обязательны на открытых пространствах в «белых» зонах и обязательны на открытых и в закрытых пространствах в «жёлтых», «оранжевых» и «красных» санитарных зонах. Везде и всегда обязательно иметь маску при себе, чтобы надеть её в случае внезапного попадания в толпу и в аналогичных ситуациях.
21 июля 2022 года Марио Драги подал прошение об отставке после того, как накануне получил вотум доверия в Сенате, но при этом три партии правительственной коалиции — Лига Севера, Вперёд, Италия! и Движение пяти звёзд — не приняли участие в голосовании (несколькими днями ранее они поступили так же при голосовании вотума доверия в Палате депутатов). В этот же день президент Маттарелла распустил парламент и назначил досрочные выборы на 25 сентября 2022 года. Правительство продолжает исполнять свои обязанности до формирования нового кабинета.
21 июля Reuters сообщил об отставке Марио Драги с поста премьер-министра Италии после того, как три ключевые партии не приняли участие в голосовании по вотуму доверию бывшему премьеру. В предшествующей голосованию речи в сенате, Драги призвал к единству, назвав ключевыми проблемами войну на Украине, социальное неравенство и рост цен. Сообщается, что политический кризис перечеркнул месяцы стабильности в Италии, в течение которых Драги помогал формировать жесткую реакцию ЕС по конфликту на Украине.
Financial Times назвал уход Драги неудачей для западного альянса против вторжения России на Украину. Политика назвали ключевым архитектором жестких санкций против президента России Владимира Путина.
5 августа 2022 года глобальное рейтинговое агентство Moody’s снизило прогноз по Италии со «стабильного» до «негативного», это связали «потрясением политического ландшафта страны», вызванного отставкой премьер-министра Марио Драги.